# Stefan Turno
Stefan (Szczepan) Turno, właściwie Stefan Franciszek Turno herbu własnego, (ur. 1753 w Dubnie, zm. 23 stycznia 1820 w Mizoczu) – starosta pietrzykowski w 1779 roku, rotmistrz chorągwi 5 Brygady Kawalerii Narodowej w 1783 roku.

## Życiorys
Syn Zygmunta Turno (1698–1761) i kasztelanki nakielskiej Krystyny Katarzyny z Szembeków herbu własnego (ur. 1720). Miał cztery siostry, m.in.: Ksawerę za wojewodą sieradzkim Michałem Walewskim i Salomeę za starostą wyszogrodzkim Michałem Szymanowskim, oraz braci Józefa i Franciszka, zmarłych bezdzietnie. Pozostawał w zażyłych stosunkach z rodzinami: Potockich, Czackich, Lubomirskich, Pinińskich, Jabłonowskich, Bukarów, Ilińskich i Dunin-Karwickich. Przebywał najczęściej u najstarszej siostry Walewskiej w Tucznie albo u swojego dobrego przyjaciela Józefa Dunin-Karwickiego w Mizoczu, gdzie po śmierci został zresztą pochowany. Zaglądał także często do Romanowa Ilińskich.
Był posłem na Sejm Rzeczypospolitej w Warszawie (tzw. 8-tygodniowy) w 1786 roku jako reprezentant Wołynia i właścicielem licznych majętności tamże, m.in.: Warkowicze, Miropol i Stepuchowszczyna, Radziwiłłów, Kopytkowo oraz Tajkury (skonfiskowane po insurekcji kościuszkowskiej i nadane rosyjskiemu generałowi Fersenowi). W 1790 roku został kawalerem orderu św. Stanisława.
Od około 1787 roku żonaty z Ludwiką Hemling, córką Sebastiana Hemlinga i Karoliny Kreytzmer, z którą doczekał się trzech synów i córki, Heleny Turno, wydanej za mąż w 1815 roku za generała Henryka Dembińskiego (1791–1864). Z synów Stefana i Ludwiki Turnów:
- Krzysztof Turno - oficer napoleoński, zginął 10 lutego 1809 pod Saragossą jako adiutant gen. Bronikowskiego;
- Karol Turno (1788–1867), uczestnik wojen napoleońskich, w 1813 roku odznaczony złotym krzyżem orderu Virtuti Militari, kawaler Legii Honorowej 1814, adiutant wielkiego księcia Konstantego, generał brygady w powstaniu listopadowym, wywieziony w głąb Rosji po jego upadku;
- Zygmunt Turno (1794–1851) - uczestnik wojen napoleońskich, w 1814 roku kawaler Legii Honorowej, kapitan pułku strzelców konnych gwardii królewskiej, następnie porucznik, w 1815 roku umieszczony Szwadronie Wzorowych Strzelców Konnych Woyska Królestwa Polskiego, w 1831 roku odznaczony złotym krzyżem orderu Virtuti Militari, otrzymał stopień pułkownika w powstaniu listopadowym, po upadku którego rozstał się z wojskiem.